# 카틀렝구

카틀렝구

카틀렝구(영어: Kgatleng District)는 보츠와나 남동부에 위치한 구로, 행정 중심지는 모추디이며 면적은 7,960km2, 인구는 73,507명(2001년 기준)이다. 남쪽과 동쪽으로는 남아프리카 공화국과 국경을 맞대고 있으며 남서쪽으로는 남동부구, 서쪽으로는 퀘넹구, 북쪽으로는 중부구와 인접해 있다.